# Plagiogonus duporti
Plagiogonus duporti är en skalbaggsart som beskrevs av Renaud Maurice Adrien Paulian 1945. Plagiogonus duporti ingår i släktet Plagiogonus och familjen Aphodiidae. Inga underarter finns listade i Catalogue of Life.